# Scleranthus singuliflorus
Scleranthus singuliflorus är en nejlikväxtart som först beskrevs av Ferdinand von Mueller, och fick sitt nu gällande namn av Johannes Mattfeld. Scleranthus singuliflorus ingår i släktet knavlar, och familjen nejlikväxter. Inga underarter finns listade i Catalogue of Life.